# Université de Cranfield
L'université de Cranfield (Cranfield University) est une université britannique destinée aux étudiants postgraduate, préparant des masters ou des doctorats. Spécialisée en science, ingénierie, technologie et management, l'université dispose de deux campus : le principal se trouve à Cranfield dans le Bedfordshire, l'autre est la Defence Academy of the United Kingdom (en) située à Shrivenham, dans l'Oxfordshire.
Cranfield est la seule université britannique à posséder son propre aéroport, situé sur le campus lui-même. Disposant d'une piste de 1 800 mètres de long, il est principalement utilisé par les chercheurs de l'université et pour les cours d'aéronautique.

## Histoire

### College of Aeronautics(1946-1969)

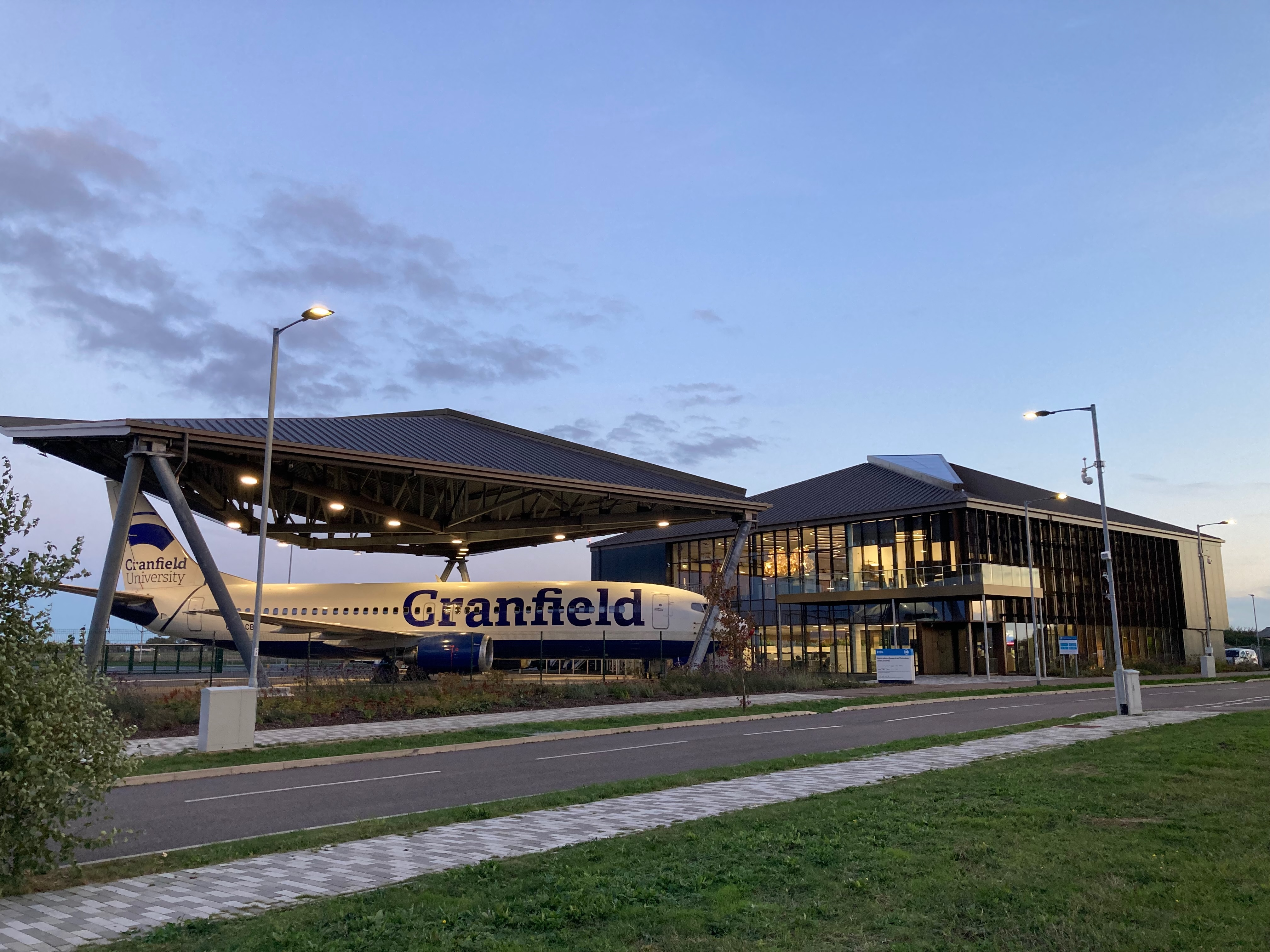
Digital Aviation Research and Technology Centre (DARTeC) avec un avion à l'effigie de l'université.

Les origines de l'université remontent à 1946 sous le nom de « College of Aeronautics » sur la base aérienne de la Royal Air Force Cranfield (en). Ce college a été créé pour diversifier l'offre de cours postgraduate (deuxième et troisième cycles) qui jusqu'à présent ne pouvaient se dérouler qu'à l'université de Cambridge ou à Londres. Au cours des années 1950 et 1960, le développement de la recherche aéronautique a contribué au développement et à la diversification des technologies étudiées, avec notamment la création de l'école de management (Cranfield University School of Management (en)) en 1967 par Roxbee Cox (en).

### Cranfield Institute of Technology(1969-1993)
En 1969, le College of Aeronautics a pris le nom de « Cranfield Institute of Technology » (Institut de technologie de Cranfield) par charte royale. L'institution a ainsi été autorisée à délivrer ses propres diplômes ; de nombreux départements ont été fondés afin de diversifier les domaines de recherche. Depuis lors, le National College of Agricultural Engineering (en) de Silsoe a été incorporé et un partenariat a été créé avec le Royal Military College of Science (en) (RMCS) de Shrivenham. Ce dernier fait désormais partie de la Defence Academy of the United Kingdom (en) et est connu depuis 2009 sous le nom de « Cranfield Defence and Security ».

### Cranfield University(depuis 1993)
En 1993, la charte royale a été amendée afin de conférer à l'institut le statut d'université et changer son nom en « Cranfield University ». Une décennie plus tard, en 2003, elle devient entièrement réservée aux étudiants en postgraduate et le campus de Shrivenham voit entrer ses derniers étudiants en undergraduate.

## Situation et campus

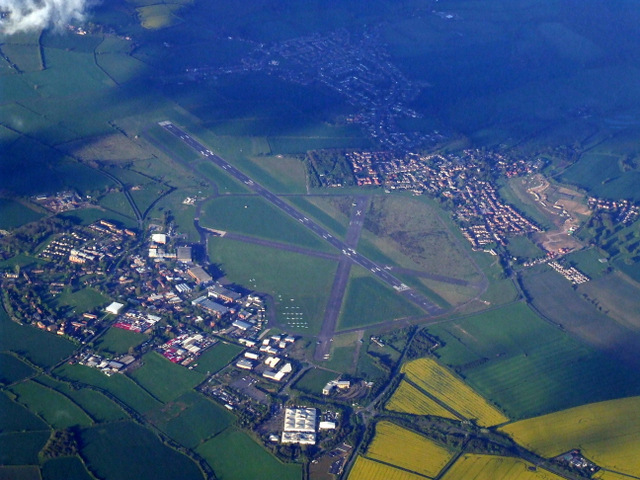
Vue aérienne de l'université de Cranfield (en bas à gauche) et du village de Cranfield (en haut à droite) séparés par l'aéroport de Cranfield.

### Situation globale
Le campus de Cranfield est adjacent au village de Cranfield, à environ 80 km du centre de Londres. Les principales villes avoisinantes sont Milton Keynes, Bedford et Cambridge, respectivement situées à 10, 13 et 50 km.
Le campus de Shrivenham est adjacent au village de Shrivenham, à 117 km à l'ouest de Londres, 11 km de Swindon et 35 km d'Oxford.
Les campus sont reliés aux villes avoisinantes par un système de bus. Ces dernières offrent un accès rapide au centre de Londres et aux principaux aéroports par train, car ou autoroute.

### Parc technologique
Plusieurs entreprises allant de petites start-ups aux grandes entreprises internationales sont situées dans le parc technologique de l'université, notamment :
- Le centre technique de Nissan d'Europe (en anglais : Nissan Technical Centre Europe)[3] qui conçoit et développe des véhicules pour le marché européen.
- Le centre d'innovation (en anglais : Innovation Centre) : le parc technologique rassemble également un nombre important de petites entreprises.

### MK:U
L'université de Cranfield est en partenariat avec le Milton Keynes Council (en) pour ouvrir une nouvelle université (nom de code MK:U) dont l'ouverture est prévue en 2023 dans le centre de Milton Keynes. En mai 2019, le groupe Santander annonce une subvention de 30 millions de livres sterling pour aider à couvrir les coûts de construction et de fonctionnement initiaux. En janvier 2019, une compétition internationale est organisée pour concevoir le nouveau campus à proximité de la gare de Milton Keynes ; Hopkins Architects remporte le concours.

## Organisation et gouvernance

### Devise
La devise de l'université de Cranfield est « post nubes lux » (en français : « après les nuages la lumière »). Elle y est représentée sur le blason de l'université.

### Chanceliers
Plusieurs chanceliers se sont succédé depuis la création de l'université par charte royale :
- 1969-1997 : Roxbee Cox, Baron Kings Norton (en).
- 1998-2010 : Richard Vincent, Baron Vincent of Coleshill (en).
- 2010-2020 : Barbara Young, baronne d'Old Scone.
- 2021-présent : Dame Deirdre Hutton (en).

### Vice-chanceliers
Plusieurs vice-chanceliers se sont succédé depuis la création de l'université par charte royale :
- 1970-1989 : Henry Chilver, Lord Chilver.
- 1989-2006 : Frank Robinson Hartley (en).
- 2006-2012 : Sir John O'Reilly (en).
- 2013 : Cliffor Michael Friend, vice-chancelier par intérim.
- 2013-2021 : Sir Peter Gregson (en).
- 2021-présent : Karen Holford (en).

### Départements

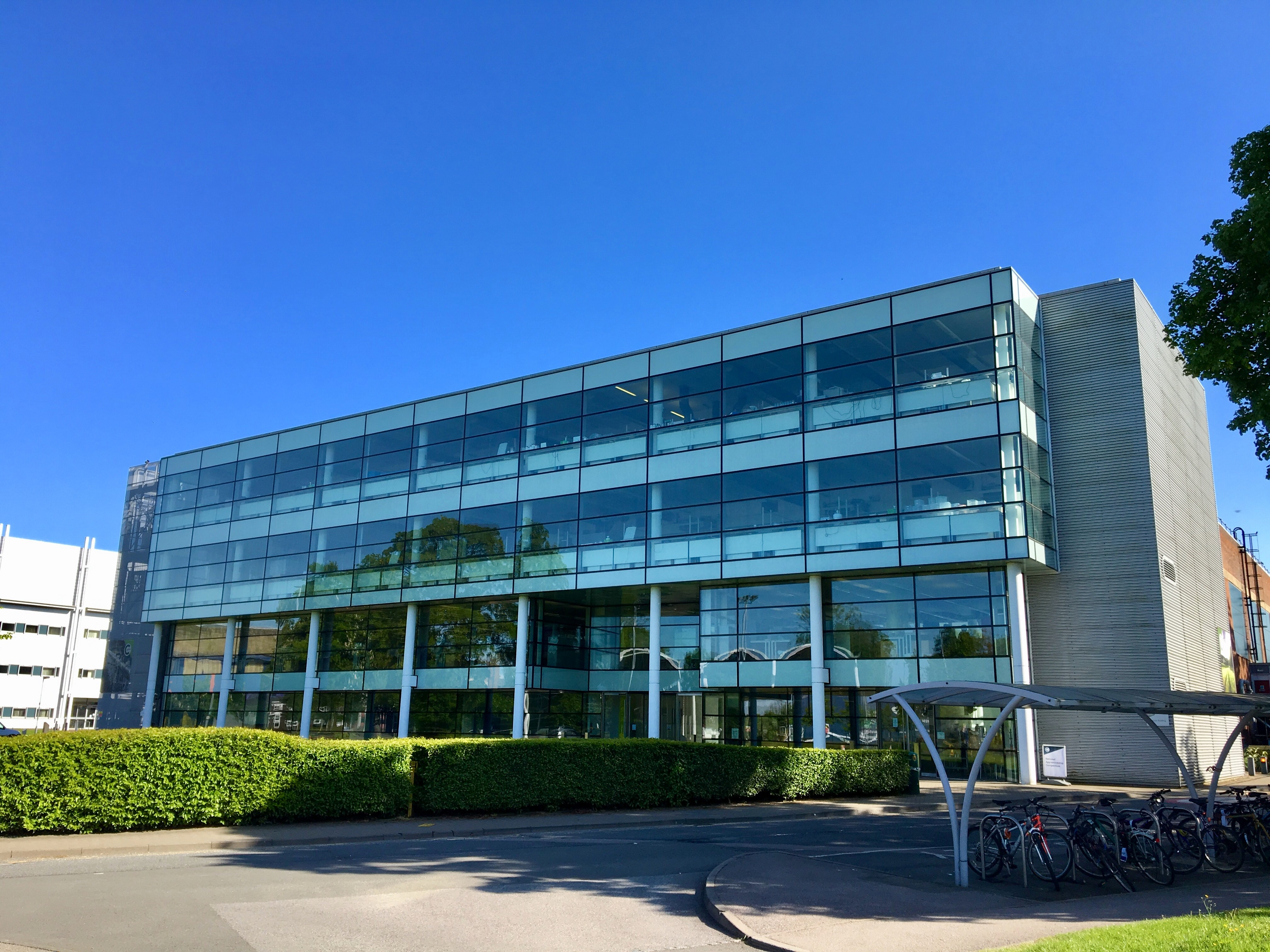
Vincent Building, notamment utilisé par la SWEE.

L'université de Cranfield est composée de quatre départements (schools) sur différents thèmes de recherche :
- Cranfield Defence and Security (CDS) sur les thèmes de la défense et de la sécurité, principalement basé sur le campus de Shrivenham.
- School of Aerospace, Transport and Manufacturing (SATM) sur les thèmes de l'aéronautique, du transport et de la production industrielle.
- School of Management (SoM) sur le thème du management.
- School of Water, Energy, Environment and Agrifood (SWEE) sur les thèmes de l'eau, l'énergie, l'environnement et l'agroalimentaire.

### Population étudiante
L'année académique 2019-2020 a rassemblé 4 825 étudiants dont plus de la moitié sont étudient à temps partiel. En juin 2020, 54 % venaient du Royaume-Uni, 16 % de pays de l'Union européenne et 30 % du reste du monde. Plus de la moitié des étudiants ont plus de 30 ans.

## Renommée
L'université est mondialement reconnue pour sa formation d'excellence. Cependant, l'école n'apparaît pas dans les classements universitaires mondiaux car elle s'adresse à un public d'étudiants étant, au minimum, dans leur année de master tandis que de nombreux classements ont pour objectif de guider les bacheliers dans leur choix d'université undergraduate. On peut mentionner les éléments suivants :
- En 2022, l'université est classée 27e mondiale et 5e du Royaume-Uni en génie mécanique, aéronautique et de fabrication industrielle selon le QS World University Rankings[10].
- Elle est classée 80e dans le classement 2018 de Times Higher Education dans la catégorie commerce et économie[11].
- En 2010, le MBA délivré par la SOM est classé quinzième au niveau mondial, devant ceux de la London Business School, de l'ESADE ou de l'université Yale[12], puis 93e en 2022[13]. En 2018, celui-ci est classé 7e au niveau mondial et 1er au Royaume-Uni par le classement Times Higher Education/Wall Street Journal[14].
- Le master Finance and Management délivré par la SOM est classé par le Financial Times 9e au Royaume-Uni et 44e au niveau mondial en 2022[15]. En 2018, celui-ci est classé 6e au niveau mondial et 2e au Royaume-Uni par le classement Times Higher Education/Wall Street Journal[14].
- L'université dispose d'un des meilleurs ratios personnel/élèves du Royaume-Uni toutes universités confondues[9].
- 10 % des diplômes postgraduate au Royaume-Uni sont délivrés par Cranfield. En particulier, 48 % des ingénieurs aéronautiques au Royaume-Uni sont formés à Cranfield[16].
- En 2017, elle se trouve dans les premiers 1 % des universités du monde dans le classement par probabilité pour les anciens élèves de devenir PDG dans les plus grandes entreprises du monde selon le Centre for World University Rankings[17].
- Cranfield a reçu six fois, en 2005, 2007, 2011, 2015, 2017 et en 2019, le Queen's Anniversary Prize for Further and Higher Education (en), qui reconnait l'excellence de la formation de haut niveau délivrée à l'université[18].

## Partenariats

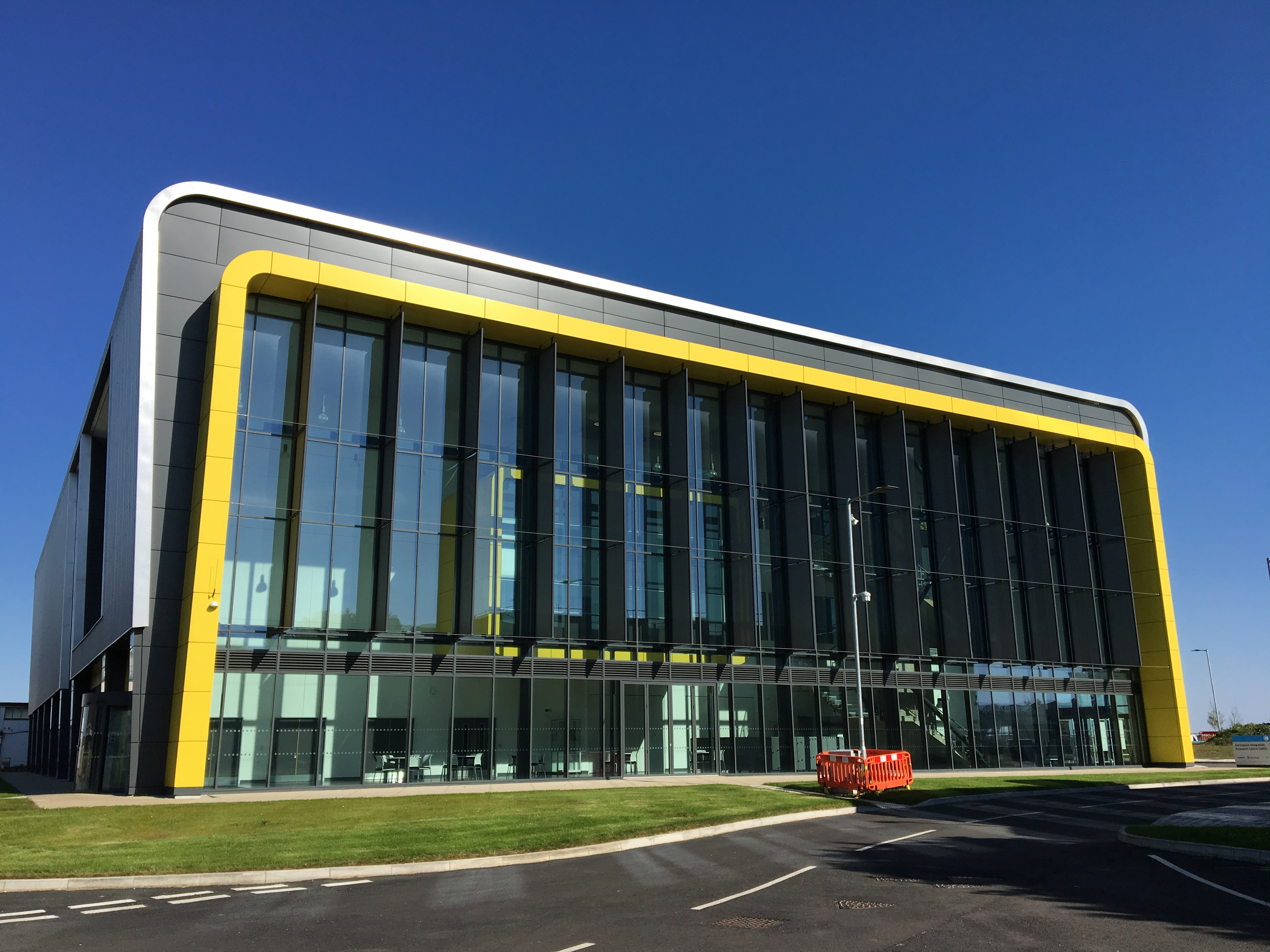
Bâtiment de l'Aerospace Integration Research Centre (AIRC).

De nombreux partenariats existent avec environ 1 500 entreprises, industriels, universités ou agences gouvernementales et non-gouvernementales, notamment Airbus, Boeing, l'Environment Agency (en), L'Oréal, Pepsico, Procter & Gamble, Rolls Royce, Safran, Siemens, Thales et Unilever.
L'université de Cranfield entretient également des liens avec plus de 130 universités sur tous les continents, notamment en Arabie saoudite, en Chine, en Inde, en Indonésie et aux États-Unis.

## Vie étudiante

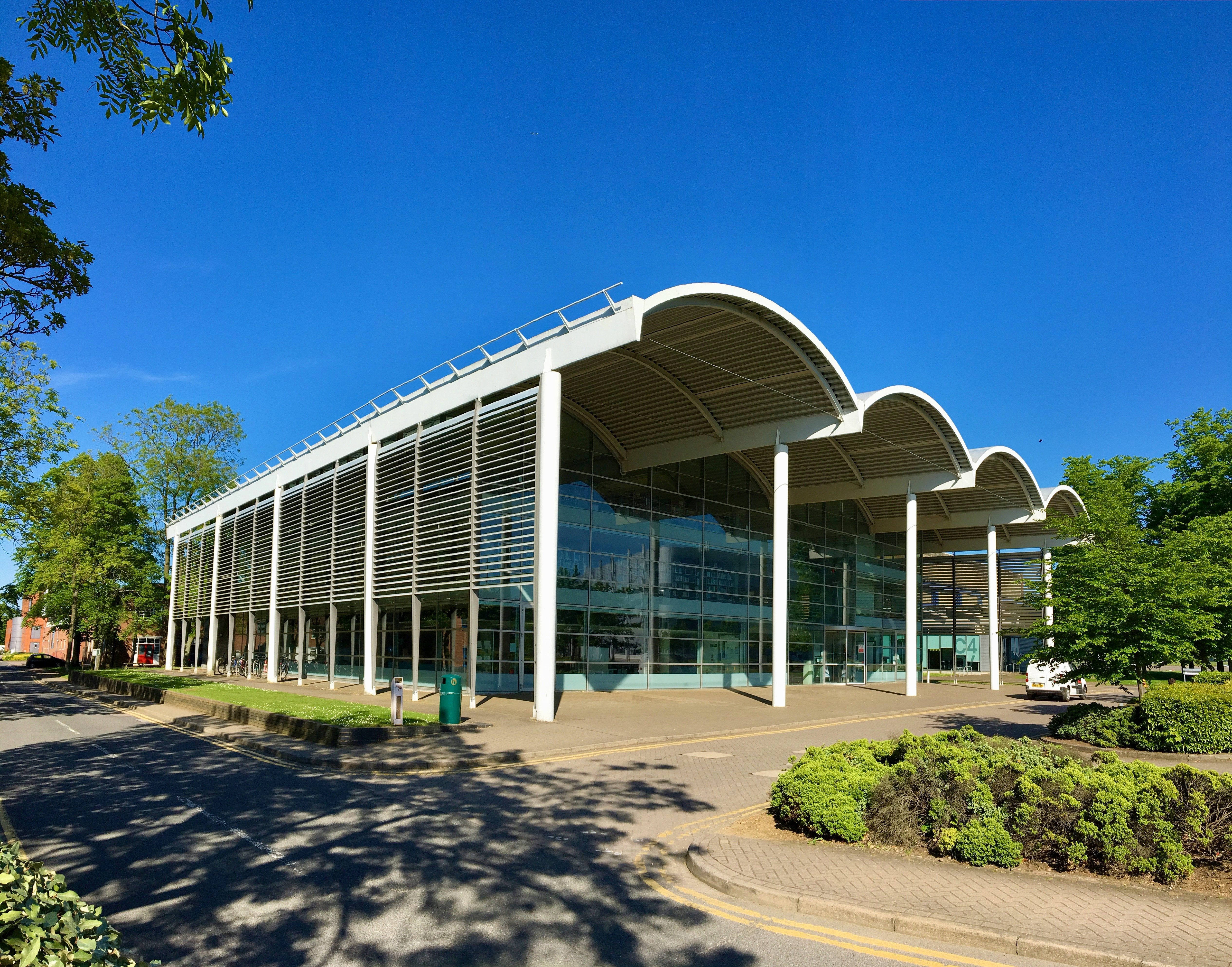
La bibliothèque King's Norton Library (KNL).

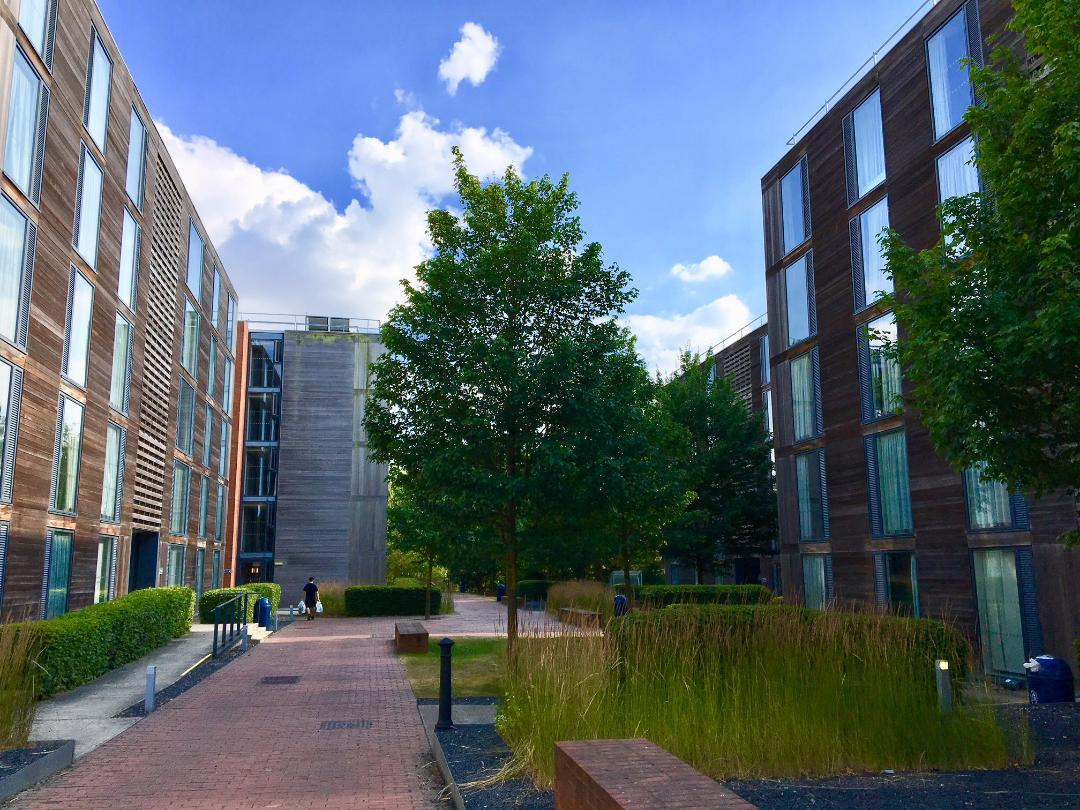
Résidence étudiante Stringfellow Hall.

### Bureau des étudiants
La Cranfield Students' Association (CSA) est l'organisation de représentation étudiante de l'université de Cranfield. Dirigée par une équipe d'étudiants élus et de quelques membres du personnel, son but principal est de soutenir et de représenter les étudiants de l'université, de promouvoir leur bien-être et d'organiser des activités sociales, culturelles et sportives. Elle gère un bar, café et magasin et organise divers événements sur le campus et à l'extérieur. Elle est aussi chargée de l'organisation des clubs et associations.

### Installations
Les installations du campus principal de Cranfield comprennent un centre sportif, une bibliothèque, des terrains de sport et de jeu, ainsi qu'un magasin de proximité géré par Co-op Food (en) et des points de restauration et de boissons.

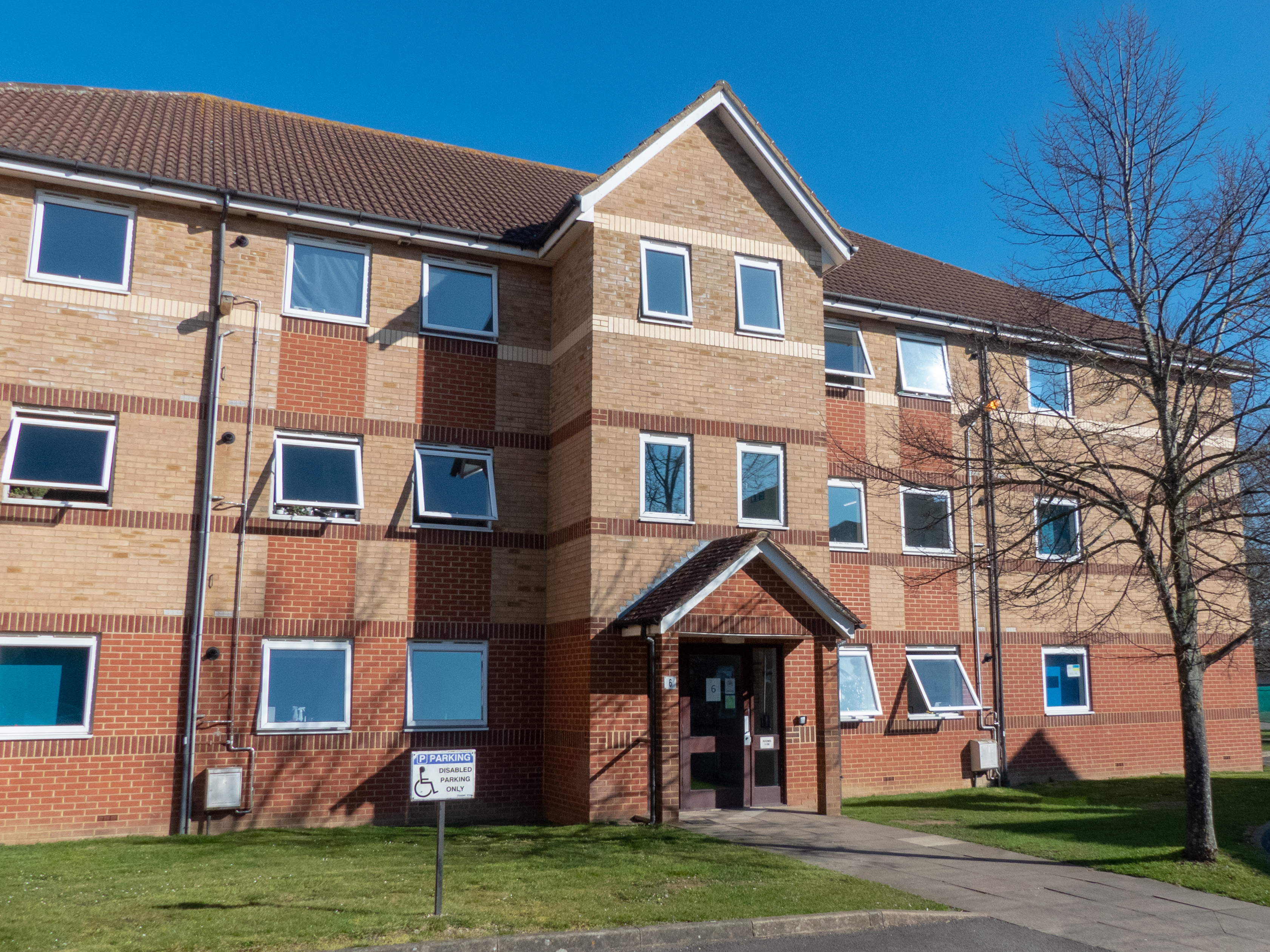
Bâtiment 6 de la résidence étudiante Lanchester Hall.

### Logements
Plusieurs possibilités d'hébergement existent sur le campus de Cranfield en passant par des résidences étudiantes, des maisons partagées, ou des logements pour familles. Cinq résidences étudiantes sont présentes sur le campus : Lanchester Hall, Mitchell Hall, Chilver Hall, Stringfellow Hall et Baroness Young Hall, ce dernier ayant ouvert en septembre 2021. Des options de résidence temporaire existent également.

## Personnalités liées à l'université
L'université de Cranfield compte un certain nombre d'enseignants et d'anciens étudiants notables comme des personnalités politiques, des personnalités du monde des affaires, des entrepreneurs, des ingénieurs, des scientifiques, des auteurs et des personnalités du monde de la télévision.